# Howard Dearstyne
Howard Dearstyne (geboren 2. August 1903 in Albany; gestorben 7. März 1979 in Alexandria) war ein US-amerikanischer Architekt und Architekturhistoriker mit einer Ausbildung am Bauhaus.

## Leben
Howard Dearstyne studierte ab 1921 an der Columbia University und schloss 1925 mit dem BA ab. Danach studierte er ein Jahr Medizin, kam in Kontakt mit dem Kunstsammler Albert C. Barnes und begann sich für Kunst zu interessieren. Nach einer Europareise studierte er ab 1926 Architektur an der Columbia School of Architecture. 1928 blieb er bei seiner zweiten Europareise am Bauhaus in Dessau, wo er bei Mies van der Rohe, Wassily Kandinsky und Ludwig Hilberseimer und anderen studierte. Er schloss das Studium 1932 am Bauhaus ab, ging bei dem politisch erzwungenen Umzug mit nach Berlin und blieb auch nach der Machterübergabe an die Nationalsozialisten 1933 noch für ein Jahr als Privatschüler bei Mies in Deutschland.
Nach seiner Rückkehr in die USA arbeitete als Architekt und Designer bei Wallace K. Harrison und J. André Fouilhoux, danach bei Raymond Loewy und Antonin Raymond, und wurde Mitglied des American Institute of Architects. 1941 wurde er auf Empfehlung Mies’ als Dozent für Architektur an das Black Mountain College berufen. 1941/42 war er dort Assistent bei A. Lawrence Kocher, mit dem er 1943 die Schrift The Architectural Center: An Organization to Coordinate Building Research, Planning, Design, and Construction herausgab. Weitere Dozenturen führten ihn an das Lawrence College und an die Cranbrook Academy of Art. Es folgte von 1946 bis 1957 eine längere Dozentur am College of William & Mary, und ab 1957 wurde er von Mies als Associate Professor für Architektur an die School of Architecture and Planning des Illinois Institute of Technology geholt.
Seit 1946 arbeitete Dearstyne mit Kocher im Colonial Williamsburg, wo sie als Architekturhistoriker eine Bestandaufnahme von fünfzig Bauten im Kolonialstil machten und in Einzelberichten herausgaben. Er übersetzte ein Buch von Kasimir Malewitsch ins Englische und mit Hilla Rebay Kandinskys Punkt und Linie zu Fläche. Sein Lebenswerk, ein Buch über das Bauhaus, erschien erst postum 1986.
Dearstyne stellte eigene Fotos aus, er war Guggenheim-Fellow, engagierte sich in der American Society of Architectural Historians und war Mitherausgeber der Zeitschrift Inland Architect.

## Schriften (Auswahl)
- Inside the Bauhaus. Herausgeber David Spaeth.  New York : Rizzoli 1986
- Wassily Kandinsky: Point and line to plane. Übersetzung Howard Dearstyne und Hilla Rebay. New York : Dover Publications  1979
- Kasimir Malevich: The Non-Objective World. Übersetzung ins Englische von Howard Dearstyne, aus der deutschen Übersetzung von A. von Riesen (Bauhausbücher, 11, 1927). Chicago : Paul Theobald and Company 1959
- Shadows in Silver: A Record of Virginia, 1850-1900. New York: Charles Scribner, 1954
- Colonial Williamsburg, Its Buildings and Gardens. Williamsburg, VA: Colonial Williamsburg, 1949